# Krombacher Brauerei

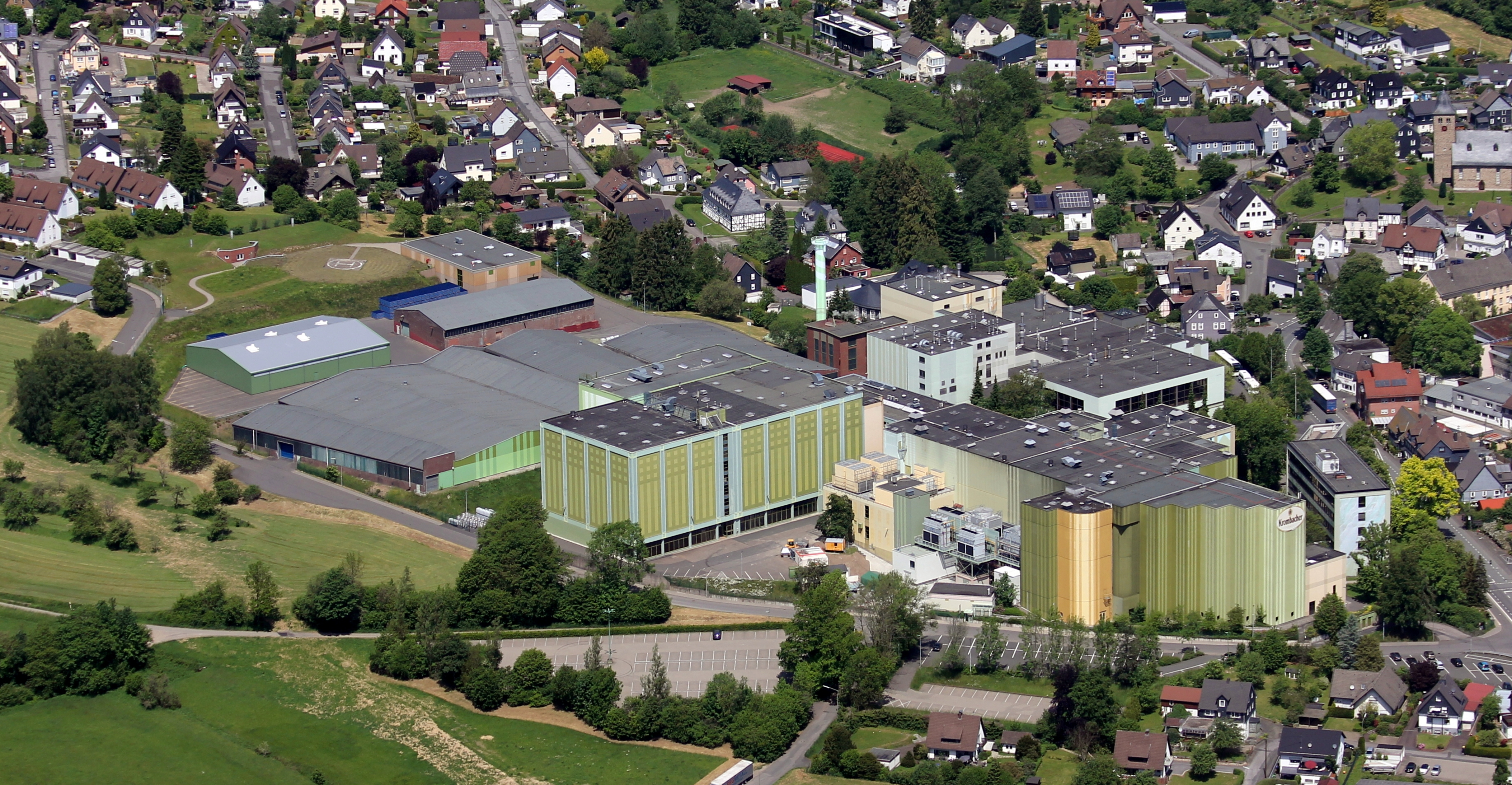
Krombacher Brauerei Bernhard Schadeberg

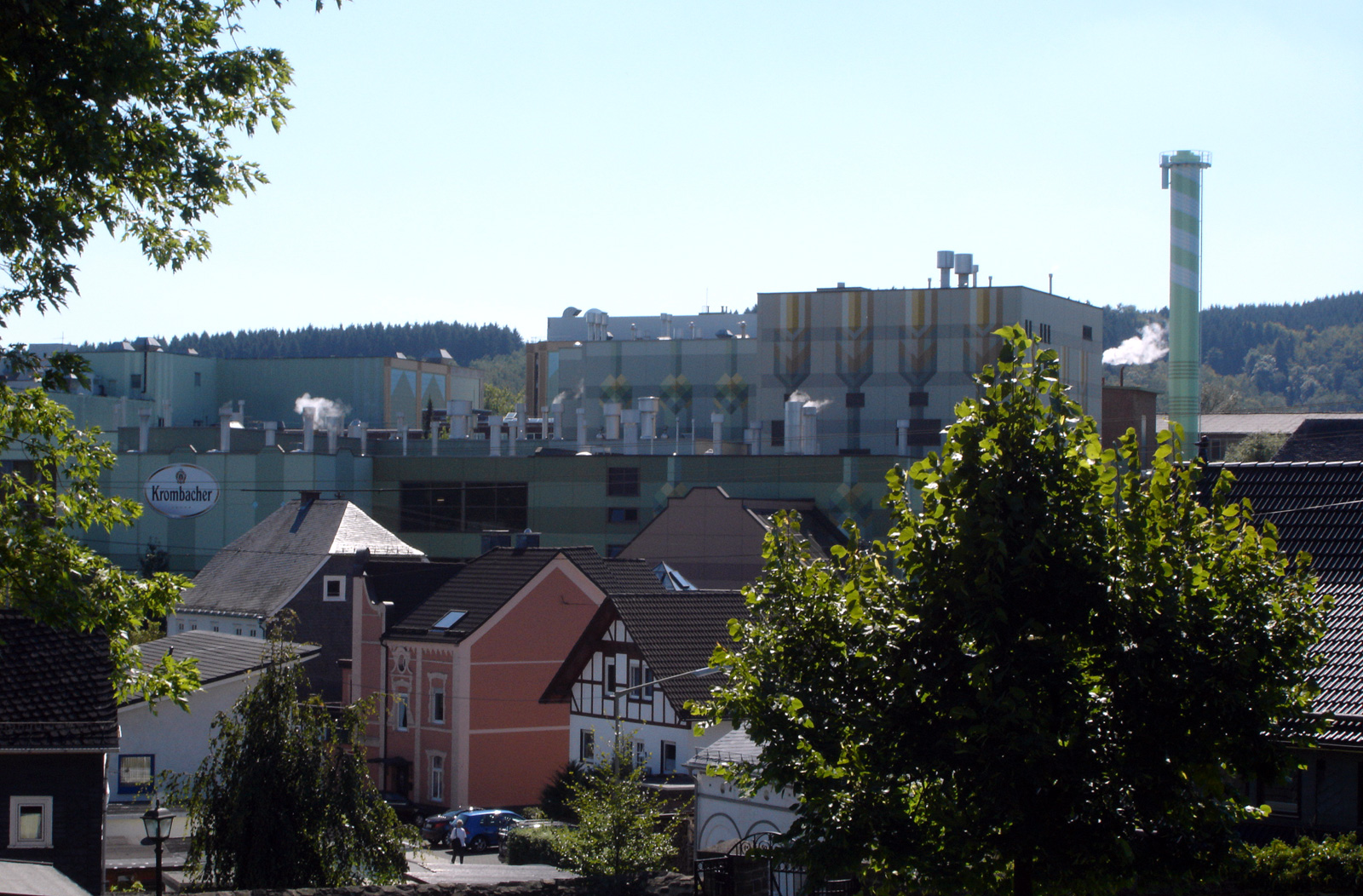
Brauerei im nordrhein-westfälischen Krombach (Kreuztal)

Die Krombacher Brauerei Bernhard Schadeberg GmbH & Co. KG ist eine in Familienbesitz betriebene Brauerei aus Krombach, einem Stadtteil von Kreuztal (Nordrhein-Westfalen). Die Eigentümer sind Barbara Lambrecht-Schadeberg sowie Bernhard Schadeberg und seine Schwester Petra Schadeberg-Herrmann.
Mit einem Gesamtabsatz in Deutschland von 5,74 Millionen Hektolitern im Jahr 2023 ist sie eine der größten deutschen Brauereien und weltweit auf Platz 31. Nachdem Krombacher bereits seit Juli 2016 alleiniger Lizenznehmer für Vitamalz war, wurde die Marke im September 2016 komplett übernommen.

## Schwesterkonzern
In der Krombacher Brauerei Bernhard Schadeberg GmbH & Co. KG sind alle Aktivitäten der Familie Schadeberg zusammengefasst, die sich mit Bier und alkoholfreiem Bier beschäftigen. Alle Beteiligungen die alkoholfreie Getränke betreffen, gehören zur GL Verwaltungs GmbH. Die beiden Unternehmensgruppen sind kartellrechtlich als ein Gleichordnungskonzern einzustufen.
GL besitzt über ihre Tochterunternehmen Schweppes Deutschland GmbH und CAB Drinks GmbH seit 2006 die Marken- und Vertriebsrechte für Schweppes, Orangina und Dr Pepper in Deutschland und Österreich.

## Geschichte
Die Brauerei wurde am 4. Februar 1803 von Johannes Haas erstmals urkundlich erwähnt. Dessen Vater Johann Eberhard Haas unterhielt in Krombach eine Gastwirtschaft. Da nach einer Verordnung vom 25. Juli 1618 der Ausschank von Bier nur dann erlaubt war, wenn die Gastwirtschaft auch über ein eigenes Brauhaus und eine Malzdarre verfügte, richtete Johannes Haas die Brauerei in dem elterlichen Betrieb ein. Seit 1829 gibt es erste vertraglich fixierte Beziehungen zu den Veranstaltern des Olper Schützenfestes.
Das Wasser für die Hausbrauerei (Hasbrauerei) holte man zunächst fassweise von einer Quelle am Fuß des Grumbergs im Westen des Dorfes mit dem Ochsenkarren zur Braustätte. Die Krombacher Felsenquelle, die zusammen mit 48 eigenen Brunnen bis heute das Wasser für die Brauerei liefert, wurde bereits 1722 entdeckt. Statt edle Metalle aufzuspüren, wie es ihm seine Fürstliche Durchlaucht von Siegen aufgetragen hatte, fand Berginspektor Fresenius die Quelle im Siegerländer Rothaargebirge. 1854 musste Brauereibesitzer Haas der Kirche jährlich 17 Gulden (Florin) Pacht dafür zahlen, dass die Quellwasserleitung über kirchliche Grundstücke ins Dorf geführt wurde. Die Umsiedlung auf das jetzige Gelände dürfte sich zwischen 1858 und 1879/1882 vollzogen haben. In dieser Zeit wurden auch zwei Felsenkeller angelegt, die als Bierlager dienten.

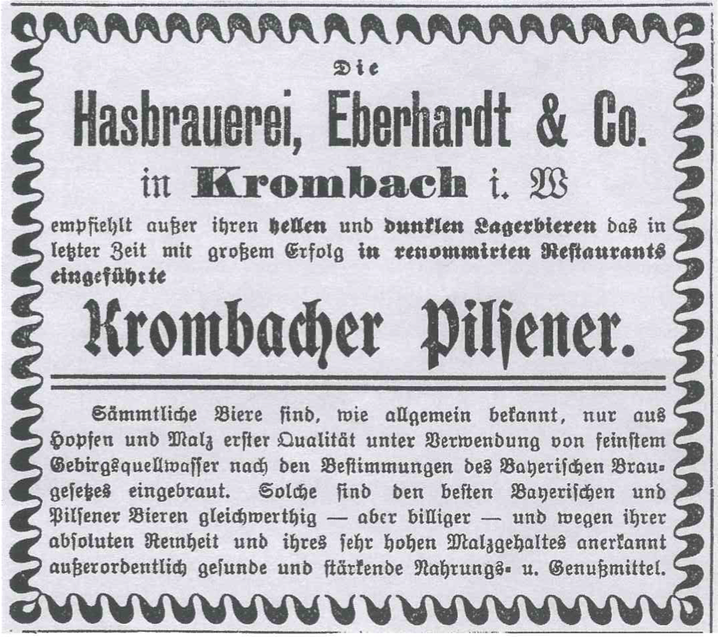
Eine der ersten Anzeigen für Krombacher Pilsner aus dem Jahre 1901

1896 verkaufte Hermann Haas die Brauerei für 360.000 Mark an den Dortmunder Otto Eberhardt († 17. August 1924). Dieser führte diese als Kommanditgesellschaft mit der Bezeichnung Hasbrauerei Eberhardt und Cie. weiter und wandelte sie 1905 in eine Aktiengesellschaft um.
Die ersten werblichen Maßnahmen sind für 1889 belegt in einem Inserat für Krombacher Pilsner der Siegener Zeitung.
Im Oktober 1922 übernahm Bernhard Schadeberg senior die Leitung des Unternehmens, das bis heute als Familienunternehmen geführt wird.
1953 trat Friedrich Schadeberg als Diplom-Brau-Ingenieur in die Krombacher Brauerei ein und machte in den folgenden Jahrzehnten das Unternehmen zu einer der führenden Brauereien Deutschlands.
| Bierausstoß der Krombacher Brauerei in hl | Bierausstoß der Krombacher Brauerei in hl | Bierausstoß der Krombacher Brauerei in hl | Bierausstoß der Krombacher Brauerei in hl | Bierausstoß der Krombacher Brauerei in hl |
| ----------------------------------------- | ----------------------------------------- | ----------------------------------------- | ----------------------------------------- | ----------------------------------------- |
|                                           |                                           |                                           |                                           |                                           |
| 1967                                      | 1967                                      |                                           | 500.000                                   | 500.000                                   |
| 1998                                      | 1998                                      |                                           | 4.480.000                                 | 4.480.000                                 |
| 2006                                      | 2006                                      |                                           | 5.160.000                                 | 5.160.000                                 |
| 2009                                      | 2009                                      |                                           | 5.380.000                                 | 5.380.000                                 |
| 2011                                      | 2011                                      |                                           | 5.390.000                                 | 5.390.000                                 |
| 2012                                      | 2012                                      |                                           | 5.405.000                                 | 5.405.000                                 |
| 2013                                      | 2013                                      |                                           | 5.505.000                                 | 5.505.000                                 |
| 2014                                      | 2014                                      |                                           | 5.469.000                                 | 5.469.000                                 |
| 2015                                      | 2015                                      |                                           | 5.487.000                                 | 5.487.000                                 |
| 2016                                      | 2016                                      |                                           | 5.653.000                                 | 5.653.000                                 |
| 2017                                      | 2017                                      |                                           | 5.760.000                                 | 5.760.000                                 |
| 2018                                      | 2018                                      |                                           | 6.020.000                                 | 6.020.000                                 |
| 2020                                      | 2020                                      |                                           | 6.019.000                                 | 6.019.000                                 |
| 2021                                      | 2021                                      |                                           | 5.882.000                                 | 5.882.000                                 |
| 2023                                      | 2023                                      |                                           | 6.020.000                                 | 6.020.000                                 |
| 2024                                      | 2024                                      |                                           | 5.935.000                                 | 5.935.000                                 |
|                                           |                                           |                                           |                                           |                                           |

2002 übernahm Krombacher die Produktion der Marke Rhenania Alt von der Brauerei Rhenania in Krefeld. Anfang Januar 2007 wurde mitgeteilt, dass das Unternehmen die Privatbrauerei A. Rolinck aus Steinfurt erworben hat. Der Markenname Rolinck sowie die einzelnen Produkte sollen erhalten bleiben.
Im August 2018 gründete die Krombacher Brauerei zusammen mit der Bitburger Braugruppe und der Coca-Cola European Partners Deutschland das Joint-Venture-Unternehmen Kollex, für eine enge Zusammenarbeit im Bereich digitale Services für den Getränkefachgroßhandel und den Außer-Haus-Markt.

## Kartell
Im Januar 2014 verhängte das Bundeskartellamt gegen die Krombacher-Brauerei und weitere Brauereien wegen Preisabsprachen für Fass- und Flaschenbiere in einem Bierkartell von 2006 bis 2008 eine Strafzahlung von 106,5 Millionen Euro.

## Werbung und Sponsoring
Im Emblem der Brauerei ist das Wahrzeichen von Kreuztal, der Kindelsbergturm, zu sehen. Darunter der Littfe-Bach, welcher durch Krombach fließt.
Durch die TV-Werbung der Krombacher Brauerei erlangte eine kleine Insel in der nahegelegenen Wiehltalsperre nationale Bekanntheit.
Die Krombacher Brauerei ist Sponsor in mehreren sportlichen Bereichen. Gesponsert werden insbesondere die Übertragungen der Formel 1, der UEFA Champions League sowie die Fußballvereine Eintracht Frankfurt, Arminia Bielefeld und KSV Hessen Kassel. Außerdem unterstützt sie den Handballverein TuS Ferndorf, die Basketballvereine BG Göttingen und Phoenix Hagen, sowie die Eishockeyclubs Iserlohn Roosters, den TV Emsdetten und LG Kindelsberg. Seit August 2020 ist Krombacher außerdem Sponsor der deutschen E-Sport-Organisation SK Gaming.
Seit der Bundesliga-Saison 2007/08 ist die Krombacher Brauerei darüber hinaus Programmsponsor der ARD-Sportschau. Seit Beginn der Rückrunde 2008/09 der Fußball-Bundesliga ist die Brauerei aus dem Siegerland offizieller Partner der Bundesliga. Bis Sommer 2011 war man Namenssponsor der Fußball-Talkshow Doppelpass, die jeden Sonntag auf Sport1 gesendet wird.
Ab März 1995 wurden die im Ersten ausgestrahlten Folgen der TV-Krimireihe Tatort durch einen Krombacher-Werbespot eingeläutet. Aufgrund einer Änderung des Rundfunkstaatsvertrages werden die bis dahin als erlaubtes Sponsoring eingestuften Spots seit 2013 wie Werbung behandelt, die im öffentlich-rechtlichen Rundfunk nach 20:00 Uhr verboten ist, und wurden deshalb eingestellt.

### Felsquellwasser
Bereits 1962 wurde von der Agentur des Werbetexters Hubert Strauf der Werbeslogan „mit Felsquellwasser gebraut“ erfunden, der bis heute fester Bestandteil der Werbung ist. Seit dem Jahr 2010 ist dieser Begriff als registrierte Wortmarke geschützt. Das heißt, dieses wie ein Fachbegriff klingende Wort darf ausschließlich von der Krombacher Brauerei verwendet werden. Die Brauerei wurde zwischenzeitlich zur Einwilligung in die Löschung der Marke verurteilt. In zweiter Instanz wurde das Verfahren zugunsten der Krombacher Brauerei entschieden. Damit darf Krombacher weiterhin exklusiv damit werben, dass das Bier Felsquellwasser enthalte.

### Krombacher Regenwaldprojekt
Beim Krombacher Regenwaldprojekt handelte es sich um eine Initiative der Brauerei mit Günther Jauch als Paten. Als Werbeaussage galt: „Für jeden Kasten Bier wird ein Quadratmeter Regenwald unter Schutz gestellt.“ Das Regenwaldprojekt wird im Nationalpark Dzanga Sangha Reserve in der Wirtschaftspräfektur Sangha-Mbaéré im Süden der Zentralafrikanischen Republik mit einer Fläche von ca. 4000 km² tätig. Praktisch gesehen wurde ein Teil der Einnahmen jedoch nur an eine Regenwaldstiftung des WWF weitergereicht, die unmittelbar auch nur Zugriff auf bereits ausgewiesene Naturschutzgebiete in Afrika hat. Ein Erwerb von Bäumen fand dabei nicht statt.
Das OLG Hamm stufte die Initiative 2003 als wettbewerbswidrig ein, da die Werbeaussagen gegen die guten Sitten im Wettbewerb im Sinne des § 1 UWG verstoßen, soweit sie pauschal einen Kasten Bier mit dem Schutz eines Quadratmeter Regenwaldes in Afrika gleichsetzen. Das Urteil wurde durch den Bundesgerichtshof aufgehoben und der Fall an die Vorinstanz zurückverwiesen, da „die Verknüpfung der Förderung des Umweltprojekts mit dem Warenabsatz grundsätzlich zulässig sei“ und die in den bisherigen Urteilen „unter dem Gesichtspunkt der irreführenden Werbung […] keine bzw. keine ausreichenden Feststellungen getroffen [wurden]“.

## Kritik
Ab dem 6. Juni 2018 kam es in den sozialen Netzwerken zu einem Shitstorm bis hin zu Boykottankündigungen und -aufrufen, weil Krombacher mit Nestlé Waters zusammenarbeitet. Krombacher vertrieb über seine Tochtergesellschaft N-Tea seit Januar 2018 in Deutschland und Österreich die Nestlé-Eisteemarke Nestea. Nestlé Waters steht im Ruf, der Bevölkerung in Entwicklungsländern den Zugang zu Grundwasser zu sperren und dann das Wasser abgefüllt hoch profitabel zu verkaufen. Krombacher hingegen wirbt mit seinem Naturimage, insbesondere dem Regenwald-Projekt und Felsquell-Brauwasser. Es gab Einträge in sozialen Netzwerken wie „Partnerschaft mit Nestlé? Geht gar nicht.“ oder „Regenwald retten, aber Menschen verdursten lassen?“. Krombacher kündigte an, das Unternehmen werde jedem Eintrag antworten. Die Firma erklärte, man arbeite nur über eine Tochtergesellschaft mit Nestlé zusammen und nicht unmittelbar. Das Wasser für den Eistee komme von einem Abfüller in Würzburg und der Tee aus nachhaltigem Anbau nach Standards der Rainforest Alliance. Im April 2019 wurde bekannt, dass Krombacher die Kooperation mit Nestlé und den Vertrieb von Nestea nach nur eineinhalb Jahren zum Sommer 2019 wieder beendet. Der Vertrieb von Nestea war massiv eingebrochen.
Krombacher verwendet für viele seiner Biere speziell gefertigte Mehrwegflaschen, beispielsweise mit Einprägungen von „Krombacher“ am Flaschenhals. Entgegen regulären Bierflaschen, wie der NRW-Flasche, können die Krombacher-Flaschen nur von Krombacher selbst wiedergenutzt werden. Dies führt zu hohen logistischen Aufwänden bei Verbrauchern und dem Getränkehandel. Erforderliche Sortierung und kompliziertere Logistik schaden dem etablierten Mehrwegsystem und somit der Umwelt. Als Grund gibt Krombacher „Produktdifferenzierung“ gegenüber der Konkurrenz an.
Um einen geregelten Mehrweg-Pool für die 0,33l-Mehrwegflaschen zu schaffen, haben sich die Bitburger Braugruppe, die Krombacher Brauerei, die Radeberger Gruppe und die Warsteiner Gruppe auf die Gründung einer Gesellschaft für Mehrweg-Management (GeMeMa, Gesellschaft für Mehrweg-Management mbH & Co. KG) geeinigt. Im November 2020 wurde deren Gründung vom Bundeskartellamt genehmigt.

## Weitere Brauereien im Stadtgebiet Kreuztal
Eine weitere Kreuztaler Brauerei, die Eichener Brauerei, lag im Stadtteil Eichen, war erheblich kleiner und gehörte seit 2002 ebenfalls zur Krombacher Brauerei. Sie wurde 2014 geschlossen. Eine dritte Brauerei liegt im Kreuztaler Stadtteil Littfeld. Es handelt sich um die Ilsen-Brauerei, einen kleinen Hausbetrieb.